# 성 바실리
성 바실리(Василий Блаженный 축복받은 바실리; 그리스도를 위한 바보 바실리로도 알려짐)는 유로디비 또는 "거룩한 바보"로 알려진 유형의 러시아 정교회 성인이다.

## 생애

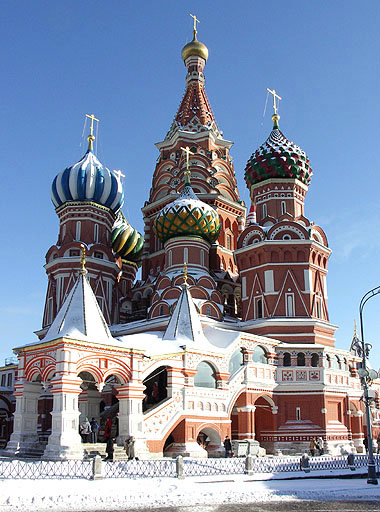
축복받은 바실리의 이름을 딴 모스크바의 성 바실리 대성당

바실리는 1468년 12월 옐로호보 성당 현관에서 농노로 태어났다. 그의 아버지의 이름은 야코프이고 어머니의 이름은 안나였다.
바실리는 원래 견습 제화공이었는데, 16살에 모스크바에 갔다. 거기서 그는 그곳에서 그는 도움이 필요하나 의연금을 요청하는 것을 수치스러워하는 사람들을 도왔다. 그는 인색한 사람들을 부끄럽게 하고 도움이 필요한 사람들을 돕기 위해서 도둑질을 하고 가난한 사람들에게 주는 기이한 생활 방식으로 살았다. 그는 벌거벗은 채로 쇠사슬로 몸을 짓눌렸다. 한편, 바실리는 교회에 관심을 기울이지 않는 이반 4세를 질책했다. 바실리는 예언의 은사를 받았다고 한다.
1552년 혹은 1557년 8월 2일에 바실리는 사망했고, 성 마카리 모스크바 대주교가 많은 성직자들과 함께 그의 장례식을 집전했다. 그는 이반이 카잔 정복을 기념하기 위해 의뢰했던 모스크바 성 바실리 대성당에 묻혀 있는데, 이곳은 나중에 바실리의 이름을 따서 명명되었다. 바실리는 공식적으로 1588년에 시성되었으며, 그의 축일은 8월 2일(신력 8월 15일)이다.

## 같이 보기
- 그리스도를 위한 어리석음